# Luc Cyr

Wappen von Luc Cyr

Luc Cyr (* 21. November 1953 in Saint-Jérôme) ist Erzbischof von Sherbrooke.

## Leben
Luc Cyr empfing am 29. August 1980 die Priesterweihe.
Papst Johannes Paul II. ernannte ihn am 10. Mai 2001 zum Bischof von Valleyfield. Der Erzbischof von Montréal, Jean-Claude Kardinal Turcotte, spendete ihm am 17. Juni desselben Jahres die Bischofsweihe; Mitkonsekratoren waren Gilles Cazabon OMI, Bischof von Saint-Jérôme, und Robert Lebel, Altbischof von Valleyfield. Als Wahlspruch wählte er Un seul coeur, une seule âme („Ein Herz, eine Seele“).
Am 26. Juli 2011 wurde er zum Erzbischof von Sherbrooke ernannt und am 29. September desselben Jahres in das Amt eingeführt.